# Hussein Sadeqi
Hussein Sadeqi (persisch حسین صادقی; * 1961) ist ein iranischer Diplomat.

## Leben
Er ist ein Master der Politikwissenschaft der Arabisch und Englisch spricht.
Von 1979 bis 1982 wurde er vom Innenministerium als politischer Analyst beschäftigt.
1982 trat er in den auswärtigen Dienst und war bis 1985 Stellvertreter des Leiters der Ersten Politischen Abteilung.
Von 1986 bis 1988 leitete er die erste politische Abteilung.
Von 1988 bis 1989 leitete er die Abteilung Persischer Golf.
Von 1989 bis zur Eroberung Kuwaits durch den Irak am 2. August 1990 im Zweiten Golfkrieg war er Botschafter in Kuwait.
Von 1990 bis 1991 leitete er den Krisenausschusses für den Persischen Golf zur Besetzung von Kuwait.
Von 1991 bis 1994 war er wieder Botschafter in Kuwait.
Von 1994 bis 1996 leitete er wieder die Abteilung Persischer Golf.
Von 1996 bis 2000 war er Botschafter in Abu Dhabi (Vereinigte Arabische Emirate).
Von 2000 bis 2004 leitete er wieder die Abteilung Persischer Golf.
Von 2004 bis 2006 war er Botschafter in Riyad Saudi-Arabien.
Von 2006 bis 2014 war er Ministerialdirektor in der Abteilung Mitteler Osten leitete die Forschungsgruppe Mittlerer Osten im Zentrum für strategische Forschung.
Von 2014 bis zum Abbruch der diplomatischen Beziehungen nach der Hinrichtung von Nimr an-Nimr am 2. Januar 2016 und der Stürmung der Saudischen Botschaft in Teheran war er wieder Botschafter in Riad.